# Marc Rosset
Marc Rosset (* 7. listopadu 1970 v Ženevě) je bývalý švýcarský profesionální tenista. Ve své kariéře vyhrál 15 turnajů ATP ve dvouhře a 8 ve čtyřhře. Mezi největší úspěchy patří vítězství ve dvouhře na Letních olympijských hrách 1992 v Barceloně a vítězství ve čtyřhře na French Open 1992.